# La Brède
La Brède egy francia település Gironde megyében az Aquitania régióban. Lakosainak száma 4423 fő (2022. január 1.).

## Adminisztráció
Polgármesterek:
- 2001–2020 Michel Dufranc (UMP)

## Demográfia
| Lakosok száma | 1448 | 2281 | 2846 | 3601 | 4054 | 4109 | 4280 | 4420 | 4461 | 4423 |
|               | 1968 | 1982 | 1990 | 2006 | 2013 | 2015 | 2017 | 2019 | 2020 | 2022 |

## Látnivalók
- Saint Jean d'Etampes templom
- Château de la Brède

## Testvérvárosok
- Spanyolország Viana